# Rockstar (DaBaby)
Rockstar è un singolo del rapper statunitense DaBaby, pubblicato il 24 aprile 2020 come secondo estratto dal terzo album in studio Blame It on Baby.

## Descrizione
Il brano è stato prodotto da SethInTheKitchen e scritto dallo stesso interprete insieme a Ross Joseph Portaro IV e Rodrick Wayne Moore Jr., in arte Roddy Ricch, e vede la partecipazione di quest'ultimo.

## Promozione
DaBaby e Roddy Ricch hanno presentato Rockstar ai BET Awards il 28 giugno 2020. DaBaby ha poi eseguito il brano in un medley con Peep Hole Blind agli MTV Video Music Awards il 30 agosto 2020 e nell'ambito degli MTV Europe Music Awards 2020 sempre in un medley contenente Blind e Practice. Il brano è stato successivamente esibito dai due interpreti alla 63ª edizione dei Grammy Award, accompagnati da Anthony Hamilton e un violinista.

## Video musicale
Il video musicale, diretto dai Reel Goats, è stato reso disponibile il 26 giugno 2020.

## Tracce
Download digitale, streaming – BLM Remix
1. Rockstar (feat. Roddy Ricch) (BLM Remix) – 3:24

## Formazione
Musicisti
- DaBaby – voce
- Roddy Ricch – voce aggiuntiva

Produzione
- SethInTheKitchen – produzione
- Chris West – missaggio
- Derek Ali – missaggio
- Curtis Bye – assistenza al missaggio
- Cyrus Taghipour – assistenza al missaggio
- Glenn A Tabor III – mastering
- Chris Dennis – registrazione
- Liz Robson – registrazione

## Successo commerciale
Secondo l'International Federation of the Phonographic Industry Rockstar è risultato l'8º brano più venduto a livello globale nel corso del 2020 con un totale di 1,45 miliardi di stream equivalenti.

### Stati Uniti d'America
Nella Billboard Hot 100 Rockstar ha debuttato alla 9ª posizione nella pubblicazione del 2 maggio 2020, grazie a 10 000 copie digitali e 28,1 milioni di riproduzioni in streaming. È divenuto il secondo ingresso nella top ten della Hot 100 statunitense per entrambi gli interpreti. Dopo essere sceso di 5 posizioni la settimana successiva, il brano è salito fino alla 9ª posizione nella pubblicazione del 12 maggio 2020, accumulando nel corso della sua terza settimana 28,3 milioni di stream, 9 000 download digitali e un'audience radiofonica pari a 5,7 milioni. La settimana successiva è salito di un'ulteriore posizione grazie ad un aumento del 12% degli stream a 31,7 milioni. Nella pubblicazione del 30 maggio 2020 si è spinto in top five al numero 4 con 34,3 milioni di riproduzioni in streaming, 12 000 download digitali e 13,5 milioni di audience radiofonica. Con 35,5 milioni di stream ha raggiunto la 3ª posizione nella pubblicazione del 6 giugno 2020, per poi salire alla vetta la settimana successiva grazie a 11 000 download digitali, 34,2 milioni di riproduzioni stream e un'audience radiofonica equivalente a 20 milioni. È divenuta in questo modo la prima numero uno di DaBaby e la seconda di Ricch, rendendo quest'ultimo l'artista maschile ad averne accumulate di più nello stesso anno da Ed Sheeran nel 2017. Ha trascorso una seconda settimana consecutiva al vertice con 35,7 milioni di stream, 12 000 copie digitali e 26,1 milioni di ascoltatori radiofonici.
Durante la prima metà del 2020 è risultato il 9º brano più riprodotto in streaming grazie a 360 378 000 di stream.

### Regno Unito
Nella classifica dei singoli britannica, invece, ha esordito alla 29ª posizione con 16 816 unità di vendita. La settimana seguente è salito di 2 posizioni ed ha raggiunto il 6º posto durante la terza grazie a 30 876 unità. È divenuta la prima top ten di DaBaby e la seconda di Ricch nella Official Singles Chart. La settimana successiva ha raggiunto la vetta, totalizzando 44 879 vendite (di cui 1 704 download digitali), regalando ad entrambi gli interpreti la loro prima numero uno nel paese. La settimana seguente ha aumentato le proprie unità di vendita del 28% a 57 429, mantenendo così la medesima posizione. Dal periodo di giugno ad agosto 2020 ha accumulato 654 000 unità di vendita complessive, conseguendo il titolo di canzone dell'estate del Regno Unito.

## Classifiche

### Classifiche settimanali
| Classifica (2020) | Posizione massima |
| ----------------- | ----------------- |
| Australia         | 1                 |
| Austria           | 1                 |
| Belgio (Fiandre)  | 2                 |
| Belgio (Vallonia) | 9                 |
| Canada            | 1                 |
| Croazia           | 20                |
| Danimarca         | 1                 |
| Estonia           | 5                 |
| Finlandia         | 4                 |
| Francia           | 6                 |
| Germania          | 3                 |
| Grecia            | 1                 |
| Irlanda           | 1                 |
| Islanda           | 9                 |
| Italia            | 8                 |
| Libano            | 17                |
| Lituania          | 4                 |
| Malaysia          | 15                |
| Norvegia          | 2                 |
| Nuova Zelanda     | 1                 |
| Paesi Bassi       | 1                 |
| Polonia           | 44                |
| Portogallo        | 1                 |
| Regno Unito       | 1                 |
| Repubblica Ceca   | 3                 |
| Romania           | 42                |
| Singapore         | 8                 |
| Slovacchia        | 2                 |
| Spagna            | 38                |
| Stati Uniti       | 1                 |
| Svezia            | 3                 |
| Svizzera          | 1                 |
| Ungheria          | 4                 |

### Classifiche di fine anno
| Classifica (2020) | Posizione |
| ----------------- | --------- |
| Australia         | 5         |
| Austria           | 8         |
| Belgio (Fiandre)  | 16        |
| Belgio (Vallonia) | 31        |
| Canada            | 13        |
| Danimarca         | 6         |
| Finlandia         | 9         |
| Francia           | 27        |
| Germania          | 8         |
| Irlanda           | 4         |
| Islanda           | 43        |
| Italia            | 39        |
| Norvegia          | 6         |
| Nuova Zelanda     | 8         |
| Paesi Bassi       | 5         |
| Portogallo        | 9         |
| Regno Unito       | 7         |
| Stati Uniti       | 5         |
| Svezia            | 8         |
| Svizzera          | 6         |
| Ungheria          | 10        |
| Classifica (2021) | Posizione |
| Australia         | 64        |
| Canada            | 43        |
| Francia           | 180       |
| Portogallo        | 79        |
| Svizzera          | 88        |

## Date di pubblicazione
| Paese       | Data           | Formato                | Etichetta               | Nota   |
| ----------- | -------------- | ---------------------- | ----------------------- | ------ |
| Italia      | 24 aprile 2020 | Contemporary hit radio | Universal Italia        | [ 19 ] |
| Stati Uniti | 12 maggio 2020 | Rhythmic contemporary  | South Coast, Interscope | [ 82 ] |
| Stati Uniti | 23 giugno 2020 | Contemporary hit radio | South Coast, Interscope | [ 83 ] |